# درة كوبية
الدُّرَّة الكوبية (الاسم العلمي: Psittacara euops) هو نوع من الببغاوات ينتمي إلي الفصيلة الببغائية، يستوطت جزيرة كوبا. انقرض محليًا من على جزيرة خوفينتود بجنوب كوبا بعد عام 1900.
موطنه الطبيعي هو الغابات الجافة، والسافانا الجافة، والأراضي الصالحة للزراعة. تتزاوج هذه الطيور موسميًا، وتعشش من أبريل إلى يوليو. تصنع أعشاشها في ثقوب داخل الأشجار أو بأعشاش الأرضة، تحديدًا هذه التي تصنع من نقار الخشب الكوبي الأخضر. يحتضن ثلاث إلى خمس بيضات على مدار 22 يومًا، ومدة الفرخ هي 45 إلى 50 يومًا. كان النوع شائعًا جدًا لكن قل الآن بكثرة نتيجةً تدمير البيئة والحبس للاتجار به داخل أقفاص، مما دفع الاتحاد الدولي لحفظ الطبيعة إلى تصنيفه نوعًا مهددًا بالانقراض.

## وصلات خارجية
- معلومات BirdLife عن الأنواع